# أوبيد سوليفان
أوبيد سوليفان (بالإنجليزية: Obed Sullivan)‏ مواليد 17 يناير 1968، هو ملاكم أمريكي يصنف ضمن فئة الوزن الثقيل بدأ مسيرته الاحترافية سنة 1992.

## المسيرة الاحترافية
من نزالاته:
- خسر أمام فيتالي كليتشكو (1999/12/11).

## إحصائيات
خاض خلال مسيرته 54 نزالا، فاز في 41 وتعادل في 2 وخسر في 9. فاز بالضربة القاضية في 30 نزالا.

## روابط خارجية
- أوبيد سوليفان على موقع بوكس ريك (الإنجليزية) (registration required)